# Verșești (okręg Neamț)
Verșești (wymowaⓘ) – wieś w Rumunii, w okręgu Neamț, w gminie Girov. W 2011 roku liczyła 316 mieszkańców.